# Фокс, Сейдж
Сейдж Фокс (англ. Sage Fox) — капитан запаса армии США. Первая открытая транссексуальная военнослужащая, приглашенная на службу. В ноябре 2013 года она сделала каминг-аут в свое подразделение о том, что она — трансгендерный человек. В декабре 2013 года она была переведена в неактивный статус и не выполняла никаких резервных обязанностей до отмены запрета на открытую военную службу трансгендерным людям.